# Кульчицький Сергій Павлович
Кульчицький Сергій Павлович (нар. 15 липня 1984, Київ) — український дипломат

## Життєпис

### Освіта
Середню освіту здобув у гімназії «Києво-Могилянський колегіум» у Києві.
Має чотири вищі освіти.
Профільну вищу освіту здобув у 2007 році — Інститут міжнародних відносин Київського національного університету ім. Шевченка. Спеціальність — міжнародне право.
У 2006 році закінчив Національну академію внутрішніх справ України. Спеціальність — юрист.
У 2016 році з відзнакою закінчив Європейський університет. Спеціальність — менеджмент зовнішньоекономічної діяльності.
У 2021 році закінчив Університет "WSB" (Республіка Польща), Спеціальність — менеджмент та управління
Здобувач наукового ступеня кандидата юридичних наук.

### Професійна діяльність
Кар'єрний дипломат. Приєднався до команди МЗС України у 2006 році. На дипломатичній службі з 2007 року.
- У 2007—2010 роках — аташе, третій секретар Департаменту консульської служби Міністерства закордонних справ України.
- У 2010—2014 роках — третій, другий секретар Посольства України в Королівстві Нідерланди.[1]
- У 2014—2017 роках — другий, перший секретар Політичного Департаменту МЗС України.
- У 2017—2019 роках — перший секретар Посольства України при Святому Престолі (Ватикан).
- У 2019 — 2021 роках — Тимчасовий повірений у справах України при Святому Престолі[2][3][4][5][6][7][8][9][10][11][12][13][14][15][16][17][18][19][20][21][22][23][24][25][26][27][28]
- У 2021-2024 роках — радник офісу Міністра закордонних справ України, керівник офісу Заступника Міністра закордонних справ України
- З 2024 року — Заступник Глави Місії України при НАТО

## Сім'я
Одружений, виховує трьох синів.